# Fernão Pires de Andrade
O Capitão Fernão Pires de Andrade (também referido como Fernão Peres de Andrade) foi um navegador, guerreiro e mercador português do século XVI, farmacêutico e diplomata oficial sob ordens do governador de Malaca Afonso de Albuquerque e uma das personagens de maior relevo da História Oriental de Portugal.

## Biografia
Em Agosto de 1505 combateu na tomada de Mombaça sob as ordens de D. Francisco de Almeida, pelo qual, aos 16 anos, fora armado Cavaleiro. No ano seguinte encontramo-lo a servir na armada de D. Lourenço de Almeida. Sendo dedicado a D. Francisco de Almeida, tomou o partido deste nas contendas com Afonso de Albuquerque, nisso acompanhado por seu irmão Simão de Andrade. Os dois reconciliaram-se depois com Afonso de Albuquerque e os dois se acharam no mal sucedido ataque a Calicute, bem como nos combates com os Indianos de Goa. Ambos fizeram oposição a Afonso de Albuquerque a propósito das providências que este tomou para reprimir os abusos a bordo dos navios da frota; ambos foram a Malaca, em cuja tomada Fernão Peres de Andrade sofreu ferimentos sem importância, ao passo que seu irmão foi ferido com gravidade. Simão de Andrade regressou depois à Índia, partindo ao mesmo tempo que Afonso de Albuquerque, enquanto Fernão Peres de Andrade ficou em Malaca, com o cargo de Capitão-Mor do Mar. No exercício dessas funções derrotou e fez fugir para Java o Chefe Jau Pate Quetir, que pretendia tomar-lhes a cidade. Em fins de 1512 destruiu totalmente uma grande frota de juncos Malaios do Soberano de Japara, em Java, a quem os cronistas Portugueses dão o nome de Pate Unuz ou Pateonuz, a qual viera com o intuito de conquistar Malaca. E porque a fortaleza, depois dessa estrondosa vitótia, ficava segura, e se acabara o ano que prometera a Afonso de Albuquerque de ficar em Malaca, além de que estava descontente com o Governador da praça, Rui de Brito, partiu-se para a Índia em Janeiro de 1513.
Em 1516 foi encarregado de ir iniciar as relações comerciais com a China, devendo enviar à capital desse país um Embaixador do Rei de Portugal, que seria Tomé Pires, outrora Boticário do Príncipe Herdeiro D. Afonso de Portugal, homem curioso e investigador, desejoso de conhecer muitas drogas que lhe diziam haver na China, e que fora até aí encarregado de escolher, na Índia, as drogas medicinais que deviam ser enviadas para a metrópole. Várias contrariedades impediram Fernão Peres de Andrade de realizar esse ano a sua missão e, por isso, voltou a Malaca, donde partiu em Junho de 1517 com uma frota de oito navios. Quando começava a entrar pelas ilhas adjacentes ao porto da cidade de Cantão, encontrou-se com uma armada Chinesa de muitas velas, sob as ordens dum Capitão que, por ordenança da cidade, andava em guarda da costa, a fim de que os navios que demandassem o porto não fossem roubados pelos corsários que, às vezes, vinham andar naquela paragem. Atiraram-lhe os Chineses alguns tiros, para saberem se era homem de guerra, se de paz. Ele não respondeu com a sua artilharia, antes se deixou ir todo aquele dia embandeirado, mandando tocar as trombetas e fazer todos os sinais de paz, se bem que se achasse apercebido para combater, no caso de os Chineses passarem a mais que aquela simples demonstração. No dia seguinte, sempre seguido pela armada Chinesa, aportou na ilha Tamou, a que os Mouros chamavam da Veniaga. Conhecendo aí, pelo Português Duarte Coelho, de que natureza era aquela frota, mandou um recado ao Capitão dela, fazendo-lhe saber quem era, e como vinha com uma Embaixada do Rei de Portugal ao Imperador da China. Respondeu-lhe o Capitão que fosse bem vindo, e que se entendesse com o Almirante seu superior, que se achava em Nantó. Com calma firmeza, Fernão Peres de Andrade conseguiu, apesar das astúcias do Almirante, chegar a Cantão em fins de Setembro, com toda a galhardia e festa que pôde, salvando à terra. Aí assistiu à entrada pomposíssima dos três Governadores da cidade, que se achavam fora. Desembarcou o Embaixador Tomé Pires com mais sete Portugueses que o acompanhavam, fez negociar as mercadorias que trouxera e, no fim de Outubro, retirou para a ilha da Veniaga. Daí enviou Jorge Mascarenhas às ilhas dos Léquiós, e Duarte Coelho a Malaca, a dar novas de como fora recebido o Embaixador que levara. Antes de se fazer ao mar, Fernão Peres de Andrade mandou lançar pregões de que ia partir e que, se houvesse pessoa que dalgum Português tivesse recebido algum dano ou lhe devesse alguma coisa, viesse a ele para lhe mandar satisfazer tudo. Foi isto muito apreciado pelos naturais, que passaram a considerar os Portugueses como homens de muita verdade e de justiça. Partido Fernão Peres de Andrade com toda a sua frota no fim de Setembro de 1518, chegou finalmente a Malaca (diz João de Barros) mui próspero em honra e fazenda, coisas que poucas vezes juntamente se conseguem, porque há poucos homens que por seus trabalhos as mereçam pelo modo que Fernão Peres naquelas partes as ganhava.
O seu contacto com a Dinastia Ming em 1517 — após contactos iniciais por Jorge Álvares e Rafael Perestrelo em 1513 e 1516, respectivamente — marcou o início dos contactos directos comerciais e diplomáticos da Europa com a China. Apesar da missão ter sido inicialmente um sucesso, levando a Embaixada directamente a Pequim, as relações deterioraram-se devido a acontecimentos que geraram uma impressão muito negativa dos portugueses na China. Estes incluíram actos de seu irmão Simão de Andrade, e rumores sobre os Portugueses aliados a factos reais da conquista de Malaca, então um estado tributário da Dinastia Ming. O comércio e relações regulares entre Portugal e a dinastia Ming ocorreriam apenas no fim da década de 1540 e por fim com o estabelecimento do domínio português em Macau em 1557.
Regressado a Cochim, viveu ali principescamente, dando festas sumptuosas que excitavam a inveja e a cobiça dos outros Portugueses, os quais já não pensavam senão em ir à China. Veio, finalmente, para a metrópole e foi comandar uma nau da armada que transportou a Itália a Infanta D. Beatriz de Portugal, Duquesa de Saboia. Em 1535 tornou ao Oriente, como Comandante duma frota. Em 1538 já estava de novo em Portugal quando se divulgou a notícia de que uma poderosa esquadra Turca passara à Ásia com o objectivo de destruir o nosso domínio. D. João III de Portugal tratou de preparar gente em todo o Reino para socorro ao Governador da Índia, que era então Nuno da Cunha. Fernão Peres de Andrade foi enviado ao Porto. Esses preparativos foram, porém, interrompidos, por se vir a reconhecer que não eram precisos. Fernão Peres de Andrade voltou à Índia com uma frota de sete naus, indo a comandar uma delas seu filho Simão Peres de Andrade. Daí em diante nada se sabe dele, desconhecendo-se a data e o local da sua morte.
Fernão Pires de Andrade era referido como um "Folangji" (佛郎機) nos arquivos dinásticos Ming. Folangji, de Franques ou Francos, o nome genérico pelo qual os Muçulmanos se referiam aos Europeus desde as Cruzadas, que declinou no termo Indiano e Sul-Asiático Ferengi. Os Chineses adoptaram este termo.